# Лара ван Нікерк
Лара ван Нікерк (13 травня 2003 , Преторія ) — південноафриканська плавчиня, призерка чемпіонату світу.